# Christel Fechner
Christel Fechner (* 25. Juni 1964) ist eine belgische Schwimmerin, welche sich auf das Lagenschwimmen spezialisiert hat. Sie nahm 1980 für Belgien an den Olympischen Sommerspielen teil. Sie trainierte an der Kortrijkse Zwemkring in Heule.

## Karriere
Vom Belgischen Olympischen und Interföderalen Komitee wurde Fechner als 16-Jährige für die Olympischen Sommerspiele 1980 in Moskau gemeldet und startete dort über die 400 Meter im Lagenschwimmen. In ihrem Vorlauf belegte sie den vierten Platz und schied aus dem Wettbewerb aus. Ihre persönliche Bestzeit liegt bei 4:56.92 Minuten.